# آذر عالی‌پور
آذر عالی‌پور (زاده ۱۳۲۸ در ماهشهر) نویسنده و مترجم ادبی ایرانی است، که دانش‌آموخته کارشناسی مترجمی زبان انگلیسی؛ از دانشگاه تهران و کارشناسی ارشد روابط بین‌الملل؛ از دانشگاه فرلی دیکنسون می‌باشد. وی هم‌اکنون مترجم رسمی دادگستری است و تاکنون بیش از ۱۷ عنوان کتاب منتشر شده در کارنامه‌اش دارد.

## آثار
عالی‌پور اولین اثر داستانیش را به نام شهود از فلانری اوکانر در سال ۱۳۶۷ ترجمه کرد. از آثاری که او ترجمه کرده می‌توان به کتاب‌های زیر اشاره کرد: «شمع‌دانی» (مجموعه داستان، از فلانری اوکانر)، «شلیک به قاضی پرایس» (مجموعه داستان از نویسندگان مطرح آمریکایی)، «آتش در کوهستان» (رمان، از آنیتا دسای)، «ملاقات با مرینال» (مجموعه داستان، از آنیتا دسای)، «لحظه‌ایست روییدن عشق» (رمان از لورا اسکوئیول)، «بانوی دریاچه» (مجموعه داستان، از نویسندگان مختلف آمریکایی، که این کتاب ادغامی است از داستان‌های «مجموعه شلیک به قاضی پرایس» و چند داستان دیگر از نویسندگان موج نو آمریکا)، «اشتیاق» (مجموعه داستان، از نویسندگان آمریکایی و کانادایی)، «رز گریه کرد» (مجموعه داستان، از ویلیام ترور؛ نویسنده ایرلندی) و «جنون دو نفره» (مجموعه داستان، از ویلیام ترور).، مجموعه کامل داستان‌های فلانری اوکانر، (مجموعه داستان، فلانری اوکانر)، گنج خیالی (مجموعه داستان، جان چیور).